# Icona Pop
Icona Pop — шведський електропоп-дует, створений Аіно Яво (Aino Jawo) і Кароліною Гельт (Caroline Hjelt) в 2010 році.

## Історія
Познайомившись на одній з вечірок, які влаштовує Кароліна Ельт, дівчата подружилися та почали складати пісні. У 2011 році вони записали міні-альбом Nights Like This і сингл «Manners»;семпл з його приспіву був використаний американським хіп-хоп-колективом Chiddy Bang в треку «Mind Your Manners».Навесні 2012-го Icona Pop представили пісню «I Love It», написану британською співачкою Charli XCX і спродюсував Патріком Бергером, який раніше працював над хітом Робін  «Dancing on My Own».На батьківщині дуету сингл досяг другого місця в хіт-параді Sverigetopplistan, а також увійшов до першої десятки новозеландського чарта. У США пісня отримала популярність завдяки тому, що звучала на початку випусків реаліті-шоу «Снукі і Джей-Вау», що виходить на каналі MTV.Підписавши контракт з Big Beat Records (дочірній лейбл Atlantic Records Group) і випустивши черговий сингл «Ready for the Weekend», Icona Pop приступили до роботи над довгограюча платівкою.16 жовтня 2012 року відбувся реліз міні-альбому The Iconic.

## Дискографія

### Студійні альбоми
- Icona Pop (2012)
- This Is… Icona Pop (24 сентября 2013)

### Міні-альбоми
- 2011: Nights Like This
- 2012: Manners (Remixes)
- 2012: The Iconic EP

### Сингли
| Рік  | Сингл                          | Найвища позиція в хіт-параді | Найвища позиція в хіт-параді | Найвища позиція в хіт-параді | Найвища позиція в хіт-параді | Сертифікація (пороги продажів) | Альбом         |
| Рік  | Сингл                          | SE                           | UK                           | NZ                           | AU                           | Сертифікація (пороги продажів) | Альбом         |
| ---- | ------------------------------ | ---------------------------- | ---------------------------- | ---------------------------- | ---------------------------- | ------------------------------ | -------------- |
| 2011 | «Manners»                      | —                            | —                            | —                            | —                            | Icona Pop                      |                |
| 2012 | «I Love It» (feat. Charli XCX) | 2                            | 1                            | 9                            | 3                            | Icona Pop                      | SE: Платиновий |
| 2012 | «We Got the World»             | 29                           | —                            | —                            | —                            | Icona Pop                      |                |
| 2013 | «Girlfriend»                   | 59                           | —                            | —                            | 55                           | This Is… Icona Pop             |                |
| 2013 | «All Night»                    | —                            | —                            | —                            | —                            | This Is… Icona Pop             |                |

## Відеокліпи
| Рік                                                                 | Відеокліп                                                          | Режисер        |
| ------------------------------------------------------------------- | ------------------------------------------------------------------ | -------------- |
| 2011                                                                | «Manners» [Архівовано 26 серпня 2016 у Wayback Machine.]           | Йоханнес Рінг  |
| 2011                                                                | «Nights Like This» [Архівовано 3 квітня 2016 у Wayback Machine.]   | Тім Ерем       |
| 2012                                                                | «I Love It» [Архівовано 9 квітня 2016 у Wayback Machine.]          | Фредрік Етоаль |
| 2012                                                                | «We Got the World» [Архівовано 22 березня 2014 у Wayback Machine.] | Фредрік Етоаль |
| 2013                                                                | «Girlfriend» [Архівовано 4 квітня 2016 у Wayback Machine.]         | Тім Накаші     |
| 2013                                                                | «All Night» [Архівовано 25 грудня 2015 у Wayback Machine.]         | Дорі Осковіц   |
| «Just Another Night» [Архівовано 23 лютого 2014 у Wayback Machine.] | Марк Класфелд                                                      |                |